# Sørlandets football liga 2005
La Sørlandets football liga 2005 è stata la 2ª edizione dell'omonimo torneo di football americano di primo livello, indipendente dalla NAIF.

## Squadre partecipanti
| Club             | Città        | Stadio | Sponsor ufficiale | Risultato nella stagione 2004 |
| ---------------- | ------------ | ------ | ----------------- | ----------------------------- |
| Arendal Panthers | Arendal      |        |                   |                               |
| Arendal Wildcats | Arendal      |        |                   |                               |
| Ganddal Giants   | Sandnes      |        |                   |                               |
| Otra Raiders     | Kristiansand |        |                   |                               |
| Søgne Stallions  | Søgne        |        |                   |                               |
| Stavanger Eagles | Stavanger    |        |                   |                               |

## Stagione regolare

### Calendario

#### 1ª giornata
| Søgne 3 aprile 2005 | Arendal Panthers | 70 – 7 | Arendal Wildcats |  |

| Søgne 3 aprile 2005 | Ganddal Giants | 56 – 0 referto | Stavanger Eagles |  |

| Søgne 3 aprile 2005 | Otra Raiders | 7 – 0 | Søgne Stallions |  |

#### 2ª giornata
| Søgne 10 aprile 2005 | Arendal Panthers | 7 – 63 referto | Ganddal Giants |  |

| Søgne 10 aprile 2005 | Stavanger Eagles | 0 – 21 | Søgne Stallions |  |

| Søgne 10 aprile 2005 | Arendal Wildcats | 14 – 21 | Otra Raiders |  |

#### 3ª giornata
| Sandnes 17 aprile 2005 | Otra Raiders | 28 – 14 referto | Ganddal Giants |  |

| Sandnes 17 aprile 2005 | Søgne Stallions | 14 – 21 | Arendal Wildcats |  |

| Sandnes 17 aprile 2005 | Arendal Panthers | 14 – 21 | Stavanger Eagles |  |

#### 4ª giornata
| Søgne 24 aprile 2005 | Søgne Stallions | 0 – 28 referto | Ganddal Giants |  |

| Søgne 24 aprile 2005 | Otra Raiders | 16 – 0 | Arendal Panthers |  |

| Søgne 24 aprile 2005 | Arendal Wildcats | 28 – 0 | Stavanger Eagles |  |

#### 5ª giornata
| Søgne 30 aprile 2005 | Ganddal Giants | 21 – 14 referto | Arendal Wildcats |  |

| Søgne 30 aprile 2005 | Arendal Panthers | 7 – 21 | Søgne Stallions |  |

| Søgne 30 aprile 2005 | Stavanger Eagles | 0 – 56 | Otra Raiders |  |

### Classifica
La classifica della stagione regolare è la seguente:
- PCT = percentuale di vittorie, G = partite giocate, V = partite vinte,  P = partite perse, PF = punti fatti, PS = punti subiti

| Pos. | Squadra          | PCT   | G | V | N | P | PF  | PS  |
| ---- | ---------------- | ----- | - | - | - | - | --- | --- |
| 1    | Ganddal Giants   | 1.000 | 5 | 5 | 0 | 0 | 203 | 21  |
| 2    | Otra Raiders     | .800  | 5 | 4 | 0 | 1 | 100 | 49  |
| 3    | Arendal Wildcats | .600  | 5 | 3 | 0 | 2 | 162 | 49  |
| 4    | Søgne Stallions  | .400  | 5 | 2 | 0 | 3 | 42  | 78  |
| 5    | Arendal Panthers | .200  | 5 | 1 | 0 | 4 | 35  | 170 |
| 6    | Stavanger Eagles | .000  | 5 | 0 | 0 | 5 | 0   | 176 |

## Finali

### Finale 5º - 6º posto
| Søgne 8 maggio 2005 | Arendal Panthers | 28 – 21 | Stavanger Eagles |  |

### Finale 3º - 4º posto
| Søgne 8 maggio 2005 | Arendal Wildcats | 28 – 0 | Søgne Stallions |  |

### Finale
| Søgne 8 maggio 2005 | Ganddal Giants | 21 – 0 referto | Otra Raiders |  |

## Verdetti
- Ganddal Giants Campioni della Sørlandets football liga 2005